# Mistrzostwa Austrii w Skokach Narciarskich 2012
Mistrzostwa Austrii w Skokach Narciarskich 2012 – zawody rozegrane w dniach 5-7 października na dużej skoczni w Bischofshofen i normalnej w Villach mające na celu wyłonienie najlepszych skoczków narciarskich w Austrii.
Pierwszego dnia zawodów rozegrano konkurs mężczyzn, w którym mistrzem został Wolfgang Loitzl, przed Gregorem Schlierenzauerem i Thomasem Morgensternem.
Dzień później na skoczni HS98 w Villach rywalizowały drużyny krajów związkowych, w którym zwyciężyli zawodnicy pierwszego składu zespołu Górnej Austrii: Markus Schiffner, Thomas Diethart oraz bracia Stefan i Michael Hayböckowie. Srebro przypadło drugiej drużynie z Tyrolu w składzie: Elias Tollinger, Philipp Aschenwald, Christoph Stauder, Andreas Strolz, natomiast trzecie miejsce wywalczyła pierwsza ekipa z Tyrolu, którą reprezentowali Manuel Fettner, Clemens Aigner, Thomas Lackner i Andreas Kofler.
Ostatniego dnia mistrzostw w tym samym miejscu rozegrano konkursy mężczyzn i kobiet. Wśród seniorów złoty medal wywalczył Manuel Fettner, wicemistrzem kraju został Thomas Morgenstern, zaś na najniższym stopniu podium stanął Andreas Kofler. U kobiet nie miała sobie równych Daniela Iraschko-Stolz, o punkt wyprzedzając Jacqueline Seifriedsberger. Brązowy medal z dużą stratą do obu skoczkiń zdobyła Katharina Keil.

## Wyniki

### Mężczyźni
| Msc. | Zawodnik              | Kraj zw., klub                | I seria | II seria | Punkty |
| ---- | --------------------- | ----------------------------- | ------- | -------- | ------ |
| 1.   | Wolfgang Loitzl       | Styria, WSV Bad Mitterndorf   | 126,5 m | 126,5 m  | 235,4  |
| 2.   | Gregor Schlierenzauer | Tyrol, SV Innsbruck Bergisel  | 125,5 m | 127,5 m  | 233,4  |
| 3.   | Thomas Morgenstern    | Karyntia, SV Villach          | 123,5 m | 126,5 m  | 228,5  |
| 4.   | Michael Hayböck       | Górna Austria, UVB Hinzenbach | 124,5 m | 124,5 m  | 226,2  |
| 5.   | Andreas Kofler        | Tyrol, SV Innsbruck Bergisel  | 122,5 m | 126,5 m  | 222,2  |
| 6.   | Stefan Kraft          | Salzburg, SV Schwarzach       | 121,5 m | 124,0 m  | 217,9  |
| 7.   | Lukas Müller          | Karyntia, SV Villach          | 124,0 m | 119,5 m  | 214,3  |
| 8.   | Martin Koch           | Karyntia, SV Villach          | 121,0 m | 121,0 m  | 210,1  |
| 9.   | Ulrich Wohlgenannt    | Vorarlberg, SK Kehlegg        | 117,5 m | 124,5 m  | 207,6  |
| 10.  | Stefan Hayböck        | Górna Austria, UVB Hinzenbach | 117,5 m | 122,0 m  | 205,6  |
| ...  |                       |                               |         |          |        |

| Msc. | Kraj zw.        | Zawodnicy                                                           | I seria                     | II seria                    | Punkty |
| ---- | --------------- | ------------------------------------------------------------------- | --------------------------- | --------------------------- | ------ |
| 1.   | Górna Austria I | Markus Schiffner Thomas Diethart Stefan Hayböck Michael Hayböck     | 95,5 m 94,5 m 92,0 m 96,0 m | 89,5 m 97,5 m 93,0 m 91,5 m | 969,0  |
| 2.   | Tyrol II        | Elias Tollinger Philipp Aschenwald Christoph Stauder Andreas Strolz | 91,0 m 94,5 m 95,0 m 92,5 m | 92,0 m 91,0 m 89,5 m        | 944,5  |
| 3.   | Tyrol I         | Manuel Fettner Clemens Aigner Thomas Lackner Andreas Kofler         | 92,5 m 99,5 m 92,5 m 89,5 m | 94,0 m 89,0 m 91,0 m 86,0 m | 943,0  |
| 4.   | Karyntia        | Martin Koch Florian Gugg Lukas Müller Thomas Morgenstern            | 93,0 m 88,5 m 85,0 m 91,0 m | 84,0 m 94,5 m 92,5 m 93,0 m | 906,5  |
| 5.   | Styria          | Elias Pfannenstill David Zauner Lucas Schaffer Wolfgang Loitzl      | 82,0 m 93,5 m 91,5 m 86,5 m | 90,0 m 86,5 m 85,0 m 91,0 m | 871,0  |
| ...  |                 |                                                                     |                             |                             |        |

#### Konkurs indywidualny – 7 października 2012 – HS98
| Msc. | Zawodnik           | Kraj zw.      | I seria | II seria | Punkty |
| ---- | ------------------ | ------------- | ------- | -------- | ------ |
| 1.   | Manuel Fettner     | Tyrol         | 97,0 m  | 92,0 m   | 248,5  |
| 2.   | Thomas Morgenstern | Karyntia      | 91,5 m  | 96,0 m   | 247,5  |
| 3.   | Andreas Kofler     | Tyrol         | 94,5 m  | 92,5 m   | 246,5  |
| 4.   | Wolfgang Loitzl    | Styria        | 88,0 m  | 96,0 m   | 239,5  |
| 5.   | Michael Hayböck    | Górna Austria | 93,0 m  | 89,5 m   | 237,5  |
| 6.   | Markus Schiffner   | Górna Austria | 91,5 m  | 92,5 m   | 236,5  |
| 6.   | Ulrich Wohlgenannt | Vorarlberg    | 92,0 m  | 91,5 m   | 236,5  |
| 8.   | Thomas Diethart    | Górna Austria | 93,5 m  | 85,5 m   | 225,5  |
| 9.   | Stefan Kraft       | Salzburg      | 90,0 m  | 89,0 m   | 224,5  |
| 10.  | Stefan Hayböck     | Górna Austria | 88,5 m  | 88,0 m   | 221,0  |
| ...  |                    |               |         |          |        |

### Kobiety

#### Konkurs indywidualny – 7 października 2012 – HS98
| Msc. | Zawodniczka                | Kraj zw.      | I seria | II seria | Punkty |
| ---- | -------------------------- | ------------- | ------- | -------- | ------ |
| 1.   | Daniela Iraschko           | Styria        | 89,5 m  | 90,0 m   | 227,0  |
| 2.   | Jacqueline Seifriedsberger | Górna Austria | 94,0 m  | 85,0 m   | 226,0  |
| 3.   | Katharina Keil             | Górna Austria | 76,5 m  | 69,5 m   | 148,0  |
| 4.   | Nina Lussi                 | Tyrol         | 71,5 m  | 73,0 m   | 141,5  |
| 5.   | Cornelia Rodiger           | Salzburg      | 70,0 m  | 73,0 m   | 137,5  |
| 6.   | Lisa Wiegele               | Karyntia      | 60,0 m  | 70,5 m   | 113,0  |
| 7.   | Michaela Kranzl            | Górna Austria | 64,5 m  | 65,5 m   | 107,5  |
| 8.   | Laura Kummer               | Tyrol         | 59,0 m  | 60,5 m   | 85,5   |
| 9.   | Chiara Hölzl               | Salzburg      | 68,0 m  | DNS      | 40,0   |